# Labbra serrate
Labbra serrate è un film del 1942 diretto da Mario Mattoli, terza pellicola del ciclo I film che parlano al vostro cuore.

## Distribuzione
Il film venne distribuito nelle sale cinematografiche italiane il 13 novembre 1942.

## Accoglienza

### Critica
(La Stampa, 14 febbraio 1943)
(Ercole Patti, Il Popolo di Roma, 10 marzo 1943)